# Taxus cuspidata
Taxus cuspidata là một loài thực vật hạt trần trong họ Taxaceae. Loài này được Siebold & Zucc. mô tả khoa học đầu tiên năm 1846.